# Seonbi

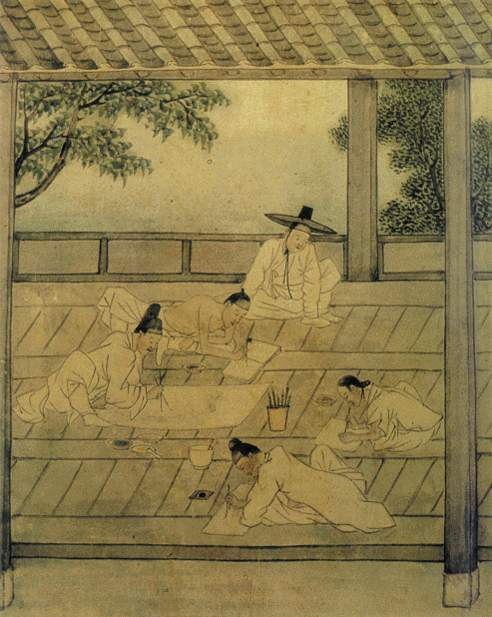
Seonbi in de 18e eeuw

Seonbi is een Koreaanse term die verwijst naar geleerden uit het verleden, vooral tijdens de Joseondynastie (1400-1900). De meeste seonbi waren van de yangban-klasse.
Seonbi waren  Confucianistische intellectuelen die bekend stonden om hun integriteit, moraliteit en toewijding aan kennis en deugden. De term werd typisch gebruikt voor iemand die studeerde voor het gwageo examen, of iemand die het reeds gehaald had. 
Ze streefden naar een leven in overeenstemming met de confucianistische idealen van rechtvaardigheid, eerlijkheid en zelfverbetering. Ze waren vaak in dienst van de overheid als ambtenaren of leefden als privéleraren, en hun levensstijl werd beschouwd als een ideaal van morele en intellectuele voortreffelijkheid.